# Hebecarpa rectipilis
Hebecarpa rectipilis är en jungfrulinsväxtart som först beskrevs av Sidney Fay Blake, och fick sitt nu gällande namn av J.R.Abbott. Hebecarpa rectipilis ingår i släktet Hebecarpa och familjen jungfrulinsväxter. Inga underarter finns listade i Catalogue of Life.